# Los Angeles (X)
| Recensione              | Giudizio       |
| ----------------------- | -------------- |
| AllMusic                | [ 1 ]          |
| Robert Christgau        | A-             |
| Debaser                 | [ 3 ]          |
| Sputnikmusic            | 5.0 (Classic)  |
| Ondarock                | Pietra miliare |
| Dizionario del Pop-Rock | [ 6 ]          |
| 24.000 dischi           | [ 7 ]          |

Los Angeles è il primo album discografico degli X. Prodotto da Ray Manzarek, è considerato uno dei dischi fondamentali del punk statunitense.
L'album fu inserito al 287 posto tra I 500 migliori album di tutti i tempi nella lista redatta (nel 2012) dalla rivista musicale Rolling Stone.

## Tracce

### Lato A
Testi e musiche di John Doe ed Exene Cervenka, eccetto dove indicato.
1. Your Phone's Off the Hook, But You're Not – 2:22
2. Johny Hit and Run Paulene – 2:45
3. Soul Kitchen – 2:23 (The Doors)
4. Nausea – 3:35
5. Sugarlight – 2:23

### Lato B
Testi e musiche di John Doe ed Exene Cervenka, eccetto dove indicato.
1. Los Angeles – 2:25
2. Sex and Dying in High Society – 2:12
3. The Unheard Music – 4:45
4. The World's a Mess, It's in My Kiss – 4:25

### Bonus sulla ristampa CD del 2001
1. I'm Coming Over (Demo) – 1:24
2. Adult Books (Dangerhouse Rough Mix) – 3:21
3. Delta 88 (Demo) – 1:28
4. Cyrano De Berger's Back (Rehearsal) – 3:01
5. Los Angeles (Dangerhouse Version) – 2:14

## Formazione
Gruppo
- Exene Cervenka - voce
- John Doe - basso, voce
- Billy Zoom - chitarra
- D. J. Bonebrake - batteria

Altri musicisti
- Ray Manzarek - organo (brani: Nausea, The Unheard Music e The World's a Mess, It's in My Kiss)
- Ray Manzarek - sintetizzatore (brano: Sex and Dying in High Society)
- K.K. (Keith Barret) - batteria (brano bonus: Delta 88)
- Blaise Henry - batteria (brano bonus: Cyrano De Berger's Back)
- Steve Link Allen - chitarra ritmica, armonie vocali (brano bonus: Cyrano De Berger's Back)

Note aggiuntive
- Ray Manzarek - produttore (brani LP originale - CD da nr.1 a nr.9)
- X - produttori (brani CD bonus: nr.10, nr.11, nr.12 e nr.13)
- Jimmy Nanos e Pat Rand - produttori (solo brano CD bonus: nr.14)
- Brani LP originale (CD da nr.1 a nr.9) registrati nel gennaio 1980 al Golden Sound Studios di Hollywood, California
- Registrazioni effettuate nel gennaio 1980 al Golden Sound Studios di Hollywood, California (Stati Uniti)
- Rick Perrotta e Norm Graichen - ingegneri delle registrazioni
- Frank Gargani - fotografie (album originale)[10][11]